# Yawhen Lebedzew
Yawhen Lebedzew (tiếng Belarus: Яўген Лебедзеў; tiếng Nga: Евгений Лебедев; sinh 29 tháng 12 năm 1994) là một cầu thủ bóng đá Belarus. Tính đến năm 2017, anh thi đấu cho Torpedo Minsk.